# Mina (Nevada)
Mina è un census-designated place (CDP) degli Stati Uniti d'America, situato nello stato del Nevada, nella contea di Mineral.